# Louisa Tenison
Louisa Tenison (7 de diciembre de 1819-27 de agosto de 1882) nacida como Luisa Mary Anne Anson fue una escritora, pintora, fotógrafa y viajera británica, que recorrió España entre 1850 y 1853. Lo hizo junto a su marido, el fotógrafo Edward King Tenison, dejando constancia de ello en el libro Castilla y Andalucía (Castile and Andalucia, 1853).

## Biografía

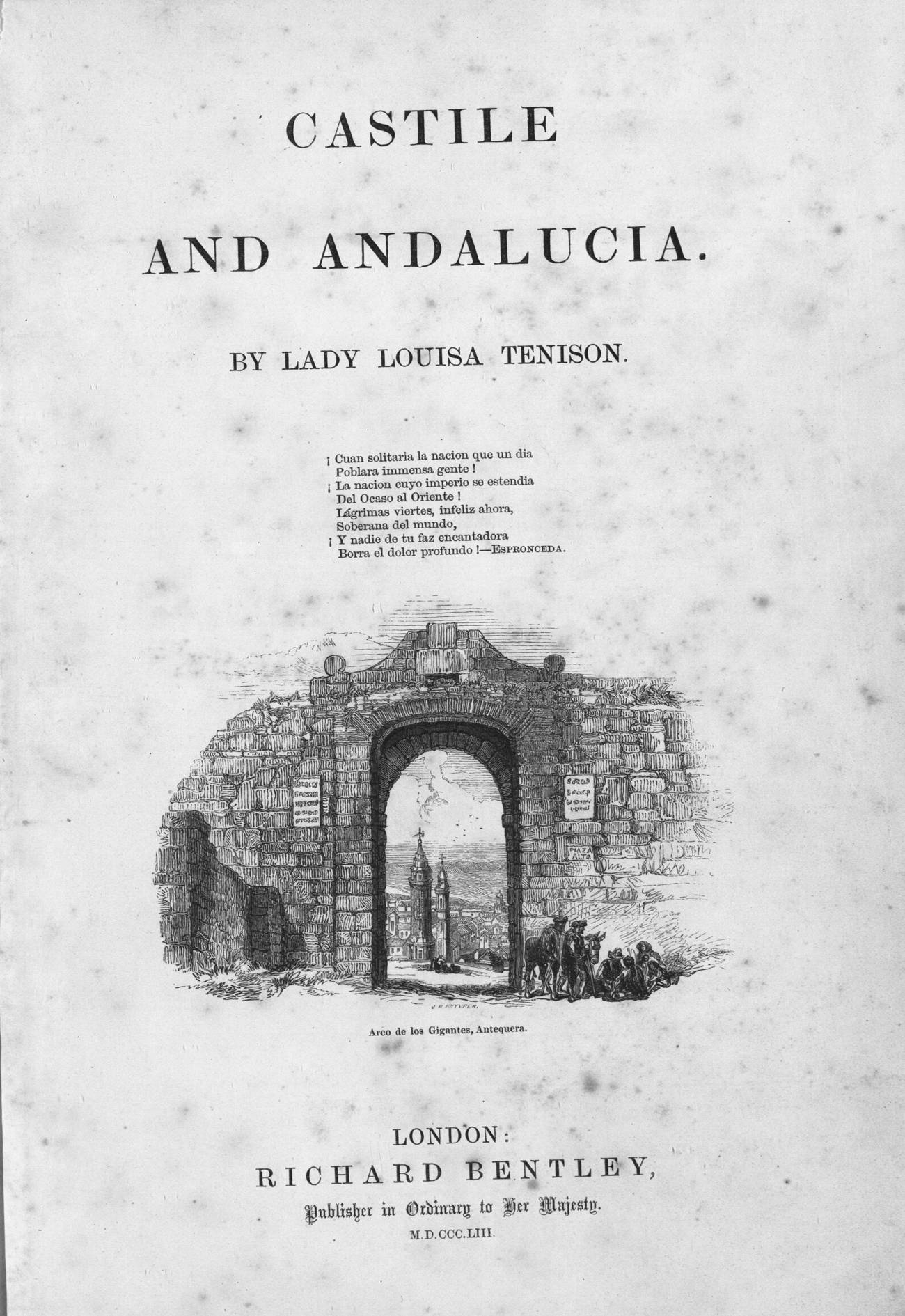
Castile and Andalucia (1853)

Nació en Colwich, Stafford, Inglaterra el 7 de diciembre de 1819, siendo bautizada el mismo día. Fue hija de Louisa Catherine Philips y de Thomas William Anson, conde de Lichfiled.
Contrajo matrimonio con Edward King Tenison, del que tomó el apellido, el 28 de noviembre de 1838 igualmente en Colwich, aportando al matrimonio una cuantiosa dote. De gran cultura y muy interesada en Historia y Arqueología, fue pionera de la fotografía. Nada más casarse empezó a interesarse y visitar los vestigios antiguos del país, entre ellos la Iglesia de Kilronan y la Fenagh Abbey.
En 1843 viajó junto a su esposo por Oriente Medio, Egipto, Siria y Palestina, que dio origen a su primer libro que contenía una treintena de litografías, publicadas como Sketches In The East (1846), que ha tenido muy poca difusión.
Entre 1850 y 1852 el matrimonio viajó primero por Andalucía y más tarde por Castilla, el resultado fue el libro Castilla y Andalucía, publicado en 1853 a su regreso a Gran Bretaña. El viajero Richard Ford, en alguna forma maestro de Tenison, elogió el trabajo en una reseña publicada en la revista The Athenaum. 
Fruto de este viaje, su marido fue fotografiando numerosos monumentos con lo que se formó la primera colección de fotografía viajera en Gran Bretaña.   
El matrimonio tuvo dos hijas Louisa Frances Mary King-Tenison y Florence Margaret Christina King-Tenison.

## Castilla y Andalucía
Entre 1850 y 1853, años en los que recorrieron el territorio español, Edward tomó las primeras fotografías de algunas ciudades españolas. Sus calotipos pasaron a formar parte de un álbum privado que se comercializó a través de la imprenta fotográfica de Blanquart Evrar, con el título de Recuerdos de España. Algunas de las imágenes fueron expuestas en la Exposición Fotográfica de Londres (1854), y ese mismo año también se puso a la venta una panorámica de Toledo compuesta por tres fotografías.
En cuanto a la obra Castilla y Andalucía, en su primera edición, contaba con bellas ilustraciones, 24 dibujos y 20 grabados en madera realizados en su mayor parte por la autora y por el artista sueco afincado en Sevilla, Egron Lundgren, y supervisados por John F. Lewis.

## Obras
- Sketches in the east Drawn on Stone (1843) fueron en origen una serie de acuarelas publicadas más tarde como litografías.
- Castilla y Andalucía (1853)